# Улица Кривоноса (Чернигов)
Улица Кривоноса (укр. Вулиця Кривоноса) — улица в Деснянском районе города Чернигова. Пролегает от улицы Механизаторов до улицы Шевченко, исторически сложившаяся местность (район) Бобровица.
Примыкают улицы Дмитрия Бортнянского, Урожайная, 3-й переулок Кривоноса.

## История
Садовая улица была проложена после Великой Отечественной войны на территории ныне бывшего села Бобровица и застроена индивидуальными домами. Изначально улица пролегала от улицы Григория Верёвки.
Переименована, когда село Бобровица вошло в состав города Чернигова, поскольку в Чернигове уже была улица с данным названием возле современной площади Дружбы народов. В 1974 году получила современное название — в честь украинского военного деятеля Максима Кривоноса.

## Застройка
Улица пролегает в северо-восточном направлении, затем делает поворот на юго-восток к улице Шевченко. Парная и непарная стороны улицы заняты усадебной застройкой. Начало улицы (до примыкания улицы Дмитрия Ботнянского) южная сторона — непарная сторона улицы, северная — территория предприятия Черниговский завод радиоприборов. Затем северная сторона — непарная, а южная — парная. В конце улицы делает поворот на юго-восток: северная сторона — непарная, южная — парная.
Учреждения: нет